# العلاقات البلجيكية التونسية
العلاقات البلجيكية التونسية هي العلاقات الثنائية التي تجمع بين بلجيكا وتونس.
لدى بلجيكا سفارة في تونس، ولهذه الأخيرة سفارة في بلجيكا، ولديها أيضا قنصلية في بروكسل.

## مقارنة بين البلدين
هذه مقارنة عامة ومرجعية للدولتين:
| وجه المقارنة                                              | بلجيكا                                                                              | تونس                                       |
| --------------------------------------------------------- | ----------------------------------------------------------------------------------- | ------------------------------------------ |
| المساحة (كم2)                                             | 30.53 ألف                                                                           | 163.61 ألف                                 |
| عدد السكان (نسمة)                                         | 11.37 مليون                                                                         | 11.53 مليون                                |
| الكثافة السكانية (ن./كم²)                                 | 372.42                                                                              | 70.47                                      |
| العاصمة                                                   | بروكسل                                                                              | تونس                                       |
| اللغة الرسمية                                             | اللغة الهولندية، لغة فرنسية، اللغة الألمانية                                        | اللغة العربية                              |
| العملة                                                    | يورو، فرنك بلجيكي                                                                   | دينار تونسي                                |
| الناتج المحلي الإجمالي (بليون دولار)                      | 492.68 مليار                                                                        | 40.26 مليار                                |
| الناتج المحلي الإجمالي (تعادل القوة الشرائية) بليون دولار | 514.74 مليار                                                                        | 129.05 مليار                               |
| الناتج المحلي الإجمالي الاسمي للفرد دولار أمريكي          | 40.32 ألف                                                                           | 3.87 ألف                                   |
| الناتج المحلي الإجمالي للفرد دولار أمريكي                 | 43.44 ألف                                                                           | 11.44 ألف                                  |
| مؤشر التنمية البشرية                                      | 0.890                                                                               | 0.721                                      |
| رمز المكالمات الدولي                                      | +32                                                                                 | +216                                       |
| رمز الإنترنت                                              | .be                                                                                 | .tn                                        |
| المنطقة الزمنية                                           | توقيت وسط أوروبا، ت ع م+01:00، ت ع م+02:00، توقيت وسط أوروبا الصيفي، أوروبا/بروكسل ‏ | ت ع م+01:00، توقيت وسط أوروبا، ت ع م+02:00 |

## مدن متوأمة
في ما يلي قائمة باتفاقيات التوأمة بين مدن بلجيكية وتونسية:
- ترتبط رنز مع مساكن باتفاقية توأمة منذ 1971.

## منظمات دولية مشتركة
يشترك البلدان في عضوية مجموعة من المنظمات الدولية، منها:
| علم المنظمة | اسم المنظمة                               | تاريخ انضمام بلجيكا | تاريخ انضمام تونس |
| ----------- | ----------------------------------------- | ------------------- | ----------------- |
|             | الاتحاد البريدي العالمي                   | ?                   | ?                 |
|             | مؤسسة التنمية الدولية                     | 2 يوليو 1964        | 30 ديسمبر 1960    |
|             | منظمة حظر الأسلحة الكيميائية              | ?                   | ?                 |
|             | منظمة التجارة العالمية                    | ?                   | ?                 |
|             | الأمم المتحدة                             | 27 ديسمبر 1945      | 12 نوفمبر 1956    |
|             | وكالة ضمان الاستثمار متعدد الأطراف        | 18 سبتمبر 1992      | 7 يونيو 1988      |
|             | منظمة الشرطة الجنائية الدولية             | ?                   | ?                 |
|             | المنظمة الهيدروغرافية الدولية             | ?                   | ?                 |
|             | مؤسسة التمويل الدولية                     | 27 ديسمبر 1956      | 25 يوليو 1962     |
|             | الاتحاد الدولي للاتصالات                  | 1866                | 14 ديسمبر 1956    |
|             | البنك الدولي للإنشاء والتعمير             | 27 ديسمبر 1945      | 14 أبريل 1958     |
|             | البنك الإفريقي للتنمية                    | ?                   | ?                 |
|             | الفريق المعني برصد الأرض                  | ?                   | ?                 |
|             | المركز الدولي لتسوية المنازعات الاستشارية | 26 سبتمبر 1970      | 14 أكتوبر 1966    |
|             | يونسكو                                    | 29 نوفمبر 1946      | 8 نوفمبر 1956     |

## أعلام
هذه قائمة لبعض الشخصيات التي تربطها علاقات بالبلدين:
- الحبيب بن يحيى (سياسي من تونس، 30 يوليو 1938 – )
- رضا بن مصباح (سياسي من تونس، 8 أبريل 1954 – )
- صلاح الدين بن مبارك (سياسي تونسي، 1 سبتمبر 1936 – 22 يوليو 2014)

## وصلات خارجية
- موقع وزارة الخارجية البلجيكية